# Manfred Mann
Manfred Mann (eredeti nevén Manfred Sepse Lubowitz; Johannesburg, 1940. október 21. –) brit zenész, dalszerző és lemezproducer, leginkább a Manfred Mann együttes és a Manfred Mann’s Earth Band vezetőjeként ismert.

## Pályafutása
Mann David Lubowitz nyomdász és Alma Cohen zongoraművész fia.
Mann 1959-ben alapította The Vikings együttest. Két albumot adott ki, és 1961-ben feloszlott, amikor Mann, az apartheid erős és aktív ellenfele az Egyesült Királyságba költözött.
1962-ben megalapította a Mann Hugg Blues Brothers nevű blues-jazz együttest Mike Hugg billentyűssel és dobossal. 1963-ban a együttes lemezszerződést kötött az EMI-vel a HMV leányvállalatánál, és a együttes nevét Manfred Mann-re változtatták. A együttes 1969-ben közös megegyezéssel feloszlott.
1971-ben alapította a Manfred Mann’s Earth Band együttest.

## Diszkográfia
- The Five Faces of Manfred Mann (1964)
- Mann Made (1965)
- As Is (1966)
- Manfred Mann Go Up the Junction, banda sonora de la película "Up the Junction" (1968)
- What a Mann (1968)
- Mighty Garvey! (1968)
- Manfred Mann Chapter Three (1969)
- Manfred Mann Chapter Three Vol. 2 (1970)
- Manfred Mann's Earth Band (1972)
- Glorified Magnified (1972)
- Messin' (1973)
- Solar Fire (1973)
- The Good Earth (1974)
- Nightingales & Bombers (1975)
- The Roaring Silence (1976)
- Watch (1978)
- Angel Station (1979)
- Chance (1980)
- Somewhere in Afrika (1983)
- Budapest Live (en vivo, 1984)
- Criminal Tango (1986)
- Masque (1987)
- Plains Music (1991)
- Soft Vengeance (1996)
- Mann Alive (en vivo, 1998)
- 2006 (2004)

## Fordítás
- Ez a szócikk részben vagy egészben  a   Manfred Mann című dán Wikipédia-szócikk fordításán alapul.  Az eredeti cikk szerkesztőit annak laptörténete sorolja fel. Ez a jelzés csupán a megfogalmazás eredetét és a szerzői jogokat jelzi, nem szolgál a cikkben szereplő információk forrásmegjelöléseként.
- Ez a szócikk részben vagy egészben  a   Manfred Mann című spanyol Wikipédia-szócikk fordításán alapul.  Az eredeti cikk szerkesztőit annak laptörténete sorolja fel. Ez a jelzés csupán a megfogalmazás eredetét és a szerzői jogokat jelzi, nem szolgál a cikkben szereplő információk forrásmegjelöléseként.